# Mezőszentgyörgy – Надьканіжа
Mezőszentgyörgy – Надьканіжа – угорський трубопровід, споруджений для подачі природного газу до районів на південь від озера Балатон.
Історія використання блакитного палива на сучасних теренах Угорщини почалась в районі на захід від озера Балатон, де під час розробки нафтових родовищ отримували певні обсяги попутного газу. У 1930-х їх задіяли для місцевих потреб, а з 1949-го подали до столиці країни по трубопроводу Bázakerettye – Будпешт. Втім, з 1960-х провідну роль узяли на себе газові родовища східної та південної Угорщини, а з наступного десятиліття розпочався масштабний імпорт цього виду палива. У підсумку до району Надьканіжі, котрий колись першим в країні отримав газ із місцевих родовищ, почалась подача ресурсу з інших регіонів.  
В 1980 – 1985 роках став до ладу трубопровід до Надьканіжі, який бере початок в Mezőszentgyörgy на трасі газопроводі Адоні – Nagylengyel та прямує південніше від озера Балатон. Його довжина складає 129 км, а діаметр труб дорівнює 400 мм. 
В районі Lengyeltóti від газопроводу починається введене в дію у 1985-му відгалуження до значного міста Капошвар, яке має довжину 41 км та виконане в діаметрі 300 мм. Крім того, Надьканіжа з 1986-го сполучена із підземним сховищем газу в Pusztaederics, для чого проклали перемичку довжиною 29 км та діаметром 400 мм (можливо відзначити що з тим же ПСГ сполучений і згаданий вище трубопровід Адоні – Nagylengyel, для чого прокладена перемичка від Nagylengyel).